# Eduardo di Capua
Eduardo di Capua (Napels, 12 maart 1865 - Napels, 3 oktober 1917) was een Italiaans zanger en schrijver van teksten.
Samen met de dichter Giovanni Capurro schreef di Capua het lied "O Sole Mio", dat een van de bekendste Italiaanse liederen werd en door vele zangers is gezongen zoals Andrea Bocelli, Luciano Pavarotti, The Beatles en Nat King Cole. Het lied bleef dus niet alleen in de klassieke sferen hangen. Naast "O Sole Mio" behoort "Core N'grato" ook tot zijn bekendste en beste stukken.
- Bibsys: 2020169
- Biblioteca Nacional de España: XX1051954
- Bibliothèque nationale de France: cb138932630 (data)
- CiNii: DA10748490
- Gemeinsame Normdatei: 132594315
- International Standard Name Identifier: 0000 0001 0929 5712
- Library of Congress Control Number: n81139132
- Nationale Bibliotheek van Letland: 000042970
- MusicBrainz: 25496ee5-2f0e-4ce5-ba73-f5b9323e8551
- Bibliotheek van het Japanse parlement: 00902707
- Nationale Bibliotheek van Tsjechië: xx0020133
- Nationale bibliotheek van Australië: 48864263
- Nationale Bibliotheek van Israël: 987007283530905171
- Nederlandse Thesaurus van Auteursnamen: 326792252
- Istituto Centrale per il Catalogo Unico: LO1V138936
- SNAC: w63g2m4k
- Système universitaire de documentation: 16059040X
- Trove: 1489298
- Virtual International Authority File: 102337974
- WorldCat: E39PBJfcTvKKB7j4j7YCPqfXh3